# Emehard
Emehard (mort le 11 février 1105 à Wurtzbourg) est évêque de Wurtzbourg de 1089 à sa mort.

## Biographie
Emehard est le fils aîné de Richard von Comburg, de la maison de Rothenburg-Comburg. Burkhard, son frère, comte de Comburg, est considéré comme le fondateur de l'abbaye à partir du château-fort paternel. Ses frères Rugger et Heinrich II portent le titre de comte de Rothenburg. Heinrich II sera la père de Gertrude, l'épouse de l'empereur Conrad III.
Le fait qu'un fils aîné soit consacré à une carrière ecclésiastique est inhabituel. On suppose que c'est pour succéder à Emehard de Wolvingen (du village de Wülfingen, près d'Öhringen, aujourd'hui disparu et situé dans la partie de la Franconie dans le Bade-Wurtemberg), mort sans héritier. Ce dernier a reçu de Henri III les domaines entre la Tauber et la Jagst, a des liens avec l'évêché de Wurtzbourg et est considéré comme le fondateur de la collégiale de Neumünster.
Emehard entre dans l'évêché de Wurtzbourg en tant que sous-diacre en 1054, alors qu'Adalbéron est nommé évêque par Henri III. Emehard est nommé évêque à sa succession en 1089 après l'exil d'Adalbéron pour des raisons politiques. À sa mort en 1105, ces différends reprennent, Henri V nomme Rupert contre-évêque en opposition à Erlung.

## Source, notes et références
- (de) Cet article est partiellement ou en totalité issu de l’article de Wikipédia en allemand intitulé « Emehard » (voir la liste des auteurs).

- Notices d'autorité :   - VIAF
  - GND